# Hemiberlesia nothofagi
Hemiberlesia nothofagi är en insektsart som beskrevs av Williams 1985. Hemiberlesia nothofagi ingår i släktet Hemiberlesia och familjen pansarsköldlöss. Inga underarter finns listade i Catalogue of Life.